# Szełud´kiwka
Szełud´kiwka (ukr. Шелудьківка) – wieś na Ukrainie, w obwodzie charkowskim, w rejonie czuhujewskim, w hromadzie Słobożanśke. W 2001 liczyła 2746 mieszkańców, spośród których 2607 wskazało jako ojczysty język ukraiński, 136 rosyjski, 1 mołdawski, 1 białoruski, a 1 inny.